# Lincoln Continental (1970–1979)
Die Lincoln Continental der Modelljahre 1970 bis 1979 sind zwei- und viertürige Oberklassefahrzeuge des US-amerikanischen Ford-Konzerns, die unter der Marke Lincoln verkauft wurden. Diese Baureihe wird allgemein (allerdings nicht einheitlich) als die fünfte Generation von Lincolns Continental-Familie angesehen. In ihrer zehnjährigen Produktionszeit machten die Fahrzeuge eine Reihe von technischen und stilistischen Änderungen mit, die vielfach von kontinuierlich strenger werdenden Emissions-, Verbrauchs- und Sicherheitsbestimmungen vorgegeben wurden. Sie waren die größten jemals gebauten Continentals und zeitweise die längsten Serien-Pkw der Welt. Lincoln bewarb die Autos in einem Umfeld kleiner werdender Konkurrenten zuletzt als Traditional Size Cars (Autos mit traditionellen Abmessungen). Die stark dekorierten, untermotorisierten Autos gelten als typische Vertreter der Malaise Era.

## Entstehungsgeschichte
Fords Spitzenmarke Lincoln hatte nach dem Zweiten Weltkrieg ausschließlich Autos aus dem Full-Size-Segment im Programm. Die Modellbezeichnung lautete seit 1958 Continental. Daneben gab es seit 1969 mit verwirrenden Begriffen die Continental Mark Series, die aus technisch verwandten, aber stilistisch eigenständigen und hochpreisigen Coupés besteht.
Die 1961 eingeführte vierte Lincoln-Continental-Serie, deren Ursprünge auf ein preisgekröntes Design von Elwood Engel zurückgehen, wurde bis 1969 gebaut; dabei erfuhr das Auto im Laufe der Jahre zahlreiche stilistische Veränderungen. 1970 erschien die fünfte Lincoln-Continental-Generation, die wiederum zehn Jahre lang produziert wurde.
In die Produktionszeit der fünften Generation fallen tiefgreifende regulatorische Maßnahmen der US-amerikanischen Behörden, die sowohl Reaktionen auf steigende Rohstoffpreise infolge der Ersten Ölkrise 1973 waren als auch veränderte Vorstellungen zum Umweltschutz und zur Fahrzeugsicherheit aufnahmen. Konkret waren das unter anderem gesetzliche Bestimmungen zur Begrenzung des Flottenverbrauchs, die 1975 unter der Bezeichnung Corporate Average Fuel Economy (CAFE) in Kraft taten und die US-amerikanischen Hersteller dazu zwangen, Maßnahmen zur Senkung des Treibstoffverbrauchs ihrer Fahrzeuge zu ergreifen. Hinzu kam die im Januar 1973 aus Umweltschutzgründen angeordnete zwingende Verwendung von Abgaskatalysatoren für alle ab 1975 neu zugelassenen Autos, die die Anpassung der Motoren an bleifreies Benzin erforderte. In der Konsequenz waren die Hersteller damit gezwungen, in jedem Marktsegment kleinere, leichtere und damit verbrauchsgünstigere Fahrzeuge zu entwickeln. Während Lincolns Konkurrent Cadillac das Downsizing bereits zum Modelljahr 1977 mit einer deutlich kürzeren und leichteren fünften Generation des DeVille umgesetzt hatte, verzögerte sich der Prozess bei Ford. Der ehemalige Ford-Manager Lee Iacocca begründete das mit einem als Realitätsverweigerung beschriebenen „verspäteten Startschuss“ und vermutete als Hintergrund eine grundsätzliche Aversion des Konzernleiters Henry Ford II gegen kleinere Autos.
Der Ford-Konzern entwickelte für die Full-Size-Fahrzeuge die neue Panther-Plattform, die erst zum Modelljahr 1979 erschien und zunächst nur die Grundlage für die neue Generation der vergleichsweise günstigen Ford LTD und Mercury Marquis bildete. Die Übertragung auf die Lincoln-Reihe verzögerte sich um ein Jahr, sodass der große, bereits 1970 eingeführte Lincoln Continental bis 1979 im Programm blieb. Einige Autoren nannten das Auto in dieser Zeit den „Letzten der Dinosaurier“. Nicht zuletzt wegen seiner Größe, die am Ende der Produktionszeit ein Alleinstellungsmerkmal war, war der alte Continental in den späten 1970er-Jahren auf dem nordamerikanischen Markt noch einmal sehr erfolgreich: „Jeder, der 1979 ein wirklich großes Auto kaufen wollte, hatte keine andere Wahl als den Lincoln Continental.“

## Zählweise
Die von 1970 bis 1979 gebaute Lincoln-Continental-Reihe wird meist als fünfte, teilweise aber auch als dritte Continental-Generation angesehen. Die Zählweise ist abhängig davon, ob man die von 1940 bis 1948 gebauten Continentals und den Continental Mark II (1956–1957) als Teil dieser Modellfamilie sieht oder ob man die Continental-Reihe erst mit dem Continental Mark III von 1958 beginnen lässt.

## Modellbeschreibung

### Allgemeines
Der Lincoln Continental der Modelljahre 1970 bis 1979 ist ein Full-Size-Oberklassefahrzeug mit zwei- und viertüriger Karosserie. Technisch ist es mit dem Ford LTD und dessen Schwestermodell Mercury Marquis, die jeweils 1969 eingeführt worden waren, eng verwandt.

### Chassis und Fahrwerk
Anders als die Continentals der vorangegangenen Generationen mit selbsttragenden Karosserien hat der Continental der fünften Generation einen separaten Rahmen mit aufgesetzter Karosserie. Technisch stimmen Rahmen und Fahrwerk des Lincoln mit denen der zeitgenössischen Full-Size-Mercurys überein, allerdings ist der Radstand des Lincoln 153 mm länger. Die Vorderräder sind einzeln aufgehängt, hinten ist es eine Starrachse. An allen vier Rädern sind Schraubenfedern eingebaut. Diese Auslegung entspricht der der großen Mercurys. Von 1970 bis 1974 wurden die Continentals serienmäßig mit Scheibenbremsen an allen vier Rädern ausgestattet, danach waren hinten ab Werk Trommelbremsen vorgesehen, die auf Wunsch und gegen Aufpreis durch Scheibenbremsen ersetzt werden konnten.

### Karosserie und Interieur

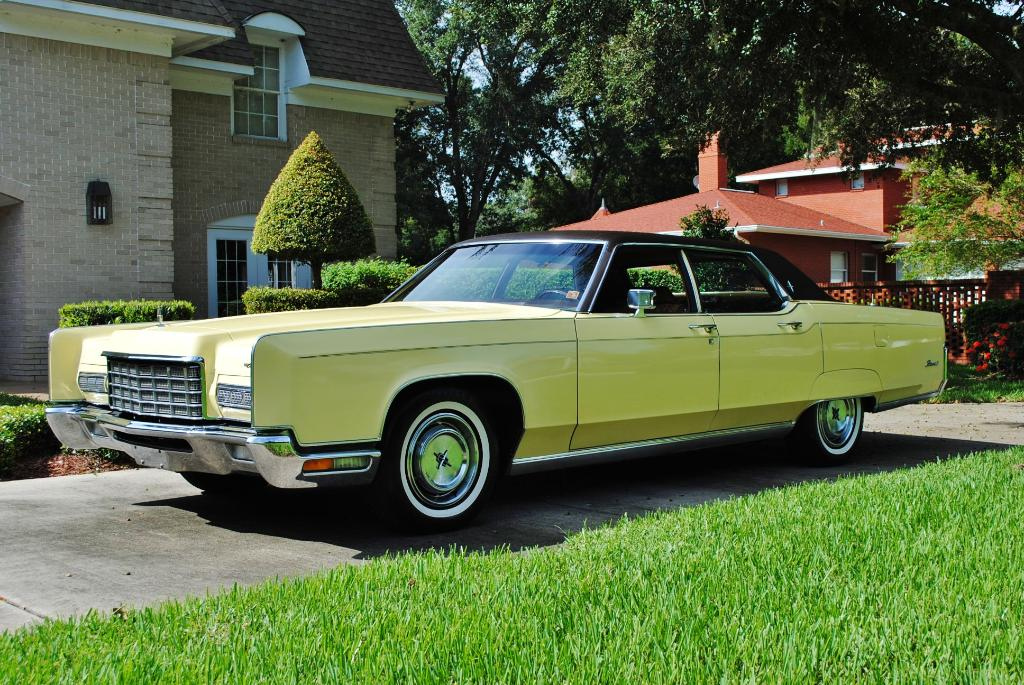
Konventionelle Türen statt Portaltüren und Knife Blade Fenders: Lincoln Continental Sedan ab 1970

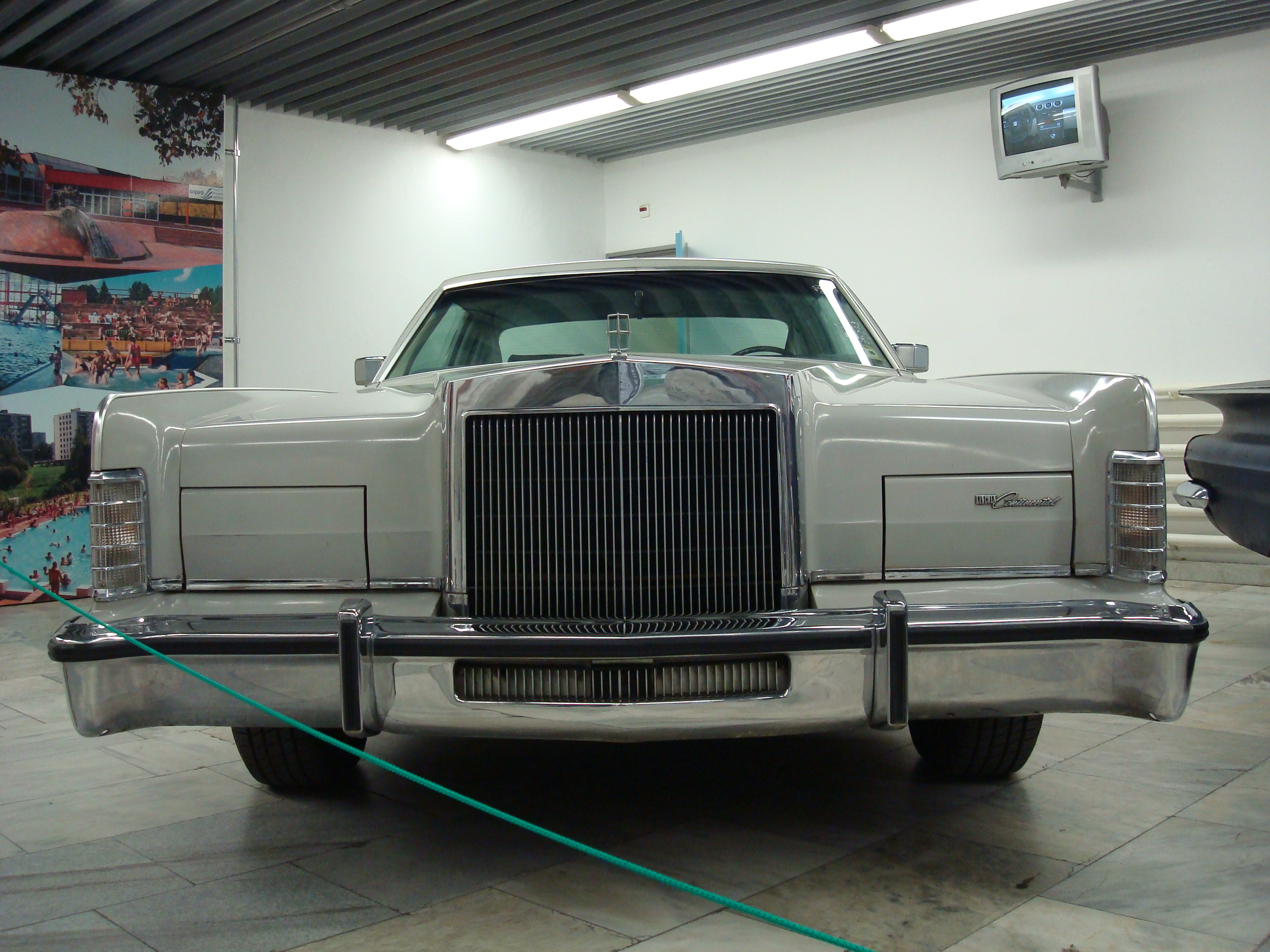
Kühlermaske im Rolls-Royce-Stil (ab 1977)

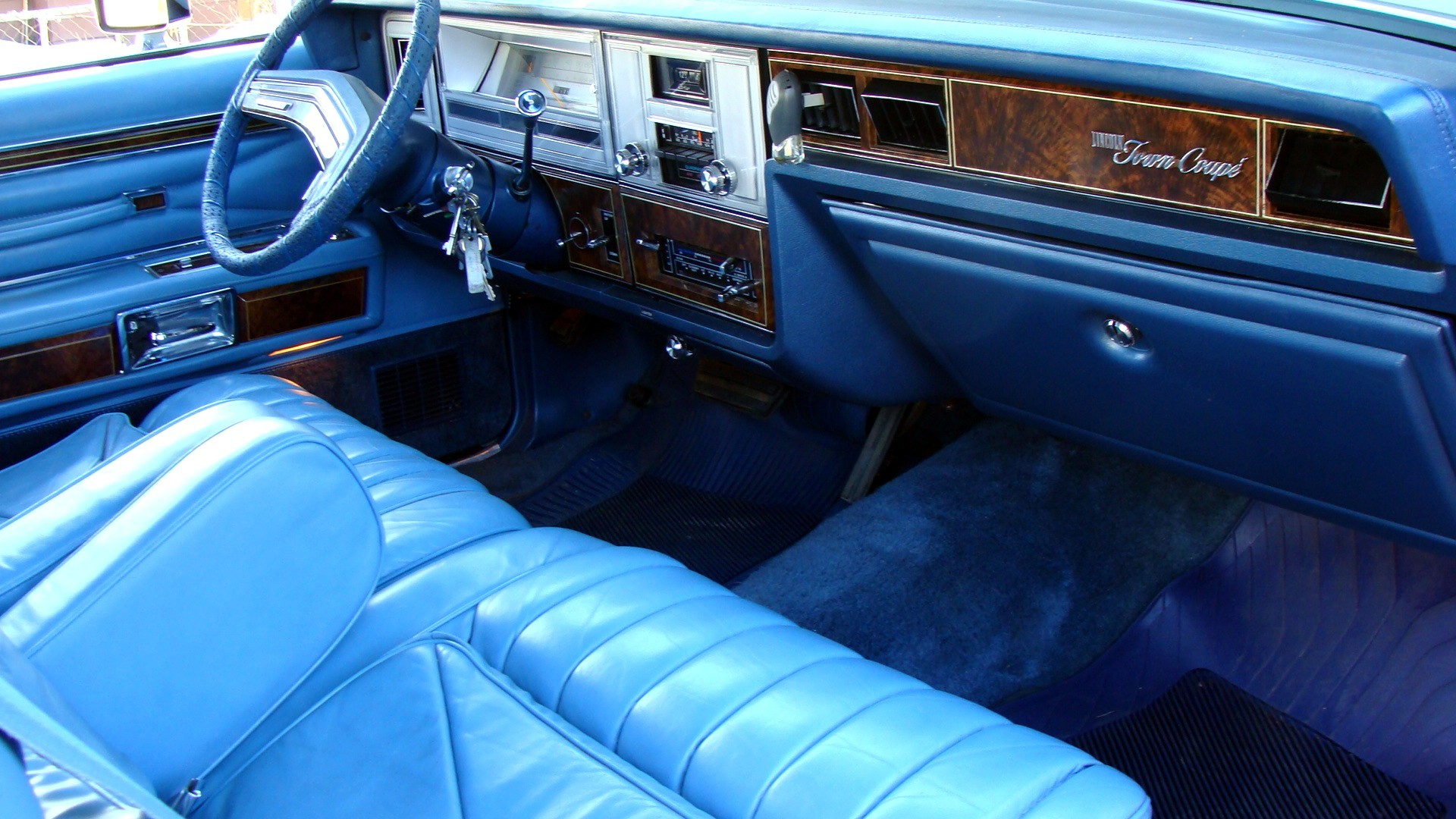
Interieur eines Lincoln Continental Town Coupé (1978)

Der Lincoln Continental der fünften Serie war als zweitüriges Coupé und als viertürige Limousine erhältlich; beide Versionen haben ein Stufenheck. Der Viertürer wurde als Pillared Hardtop bezeichnet: Er hat eine B-Säule, aber rahmenlose Seitenfenster. Der Zweitürer war bis 1974 als Hardtop Coupé ohne B-Säule gestaltet; mit dem Facelift des Modelljahrs 1975 wurde der Zweitürer zu einem Pillared Hardtop Coupé. Diese Änderung war auf verschärfte Regelungen zur seitlichen Aufprallsicherheit zurückzuführen. Das viertürige Cabriolet, dessen Produktion Lincoln bereits mit Ablauf des Modelljahrs 1967 eingestellt hatte, wurde nicht wiederbelebt. Anders als die Schwestermarken hatte Lincoln auch kein zweitüriges Cabriolet im Programm.
Die Karosserie des Continental wurde für das Modelljahr 1970 neu gestaltet und im Laufe der Produktionszeit nahezu jährlich in Details verändert.
Die Form des Continental wird als „resolut und quaderförmig“ beschrieben. Ein wesentlicher Unterschied zu den Vorgängern ist das Türkonzept der Viertürer: Anstelle der Portaltüren, die seit 1961 ein Erkennungsmerkmal der Continental-Reihe waren, sind ab 1970 auch die hinteren Türen vorn angeschlagen. Ein besonderes Designmerkmal sind die hohen senkrechten Enden der Kotflügel, die den Eindruck einer scharfen Messerklinge erwecken sollen. Im US-amerikanischen Sprachgebrauch ist deshalb teilweise von Knife Blade Fenders (Messerklingenkotflügeln) die Rede. Dieses Merkmal behielt der Continental bis 1979 bei; allerdings haben die ab 1974 produzierten Modelle Blinkleuchten in den vorderen Kotflügelenden. Die Enden der Kotflügel liegen auf einer Linie mit der Verkleidung des Kühllufteinlasses; die Scheinwerfer sind dahinter zurückgesetzt. Durch die Einführung verdeckter Scheinwerfer sollte eine optische Nähe zum exklusiven Zweitürer Continental Mark III hergestellt werden, der seit 1968 das Spitzenmodell der Marke war.
Die Form der Kühlerverkleidung änderte sich mehrfach. In den ersten Modelljahren trägt die vorspringende Maske im oberen Bereich eine Metallverkleidung und im unteren mehrere waagerechte Zierstreben. Diese Gestaltung sollte an die Coffin Nose (Sargnase) des 1936 und 1937 gebauten Cord 810 erinnern. 1975 brachte Lincoln eine Maske mit senkrechten Streben heraus, und 1977 erschien eine große Kühlermaske aus Edelstahl, die den traditionellen Rolls-Royce-Kühler kopierte und eine Verbindung zu den teuren Zweitürern der Continental-Mark-Serie herstellen sollte.
Zum Modelljahr 1975 gab es ein größeres Facelift, das vor allem die Dach- und die Heckpartie betraf. Die Lincoln Continental der zweiten Serie sind etwa 15 cm länger als die Modelle der ersten Serie.
Abgesehen davon gab es im Laufe der Jahre einige Designänderungen, die auf gesetzliche Bestimmungen zurückzuführen waren. Mit Blick auf einen Frontalaufprall waren ab 1973 für alle neu hergestellten Autos vorne Sicherheitsstoßfänger vorgeschrieben, die bei einem Aufprall mit einer Geschwindigkeit von bis zu fünf Meilen pro Stunde (etwa 8 km/h) Karosserieschäden verhindern sollten. Im Jahr darauf wurde diese Vorschrift auch auf die hinteren Stoßstangen ausgeweitet.

### Motorisierung und Kraftübertragung
Die Lincoln Continental der fünften Generation waren ausschließlich mit großvolumigen Achtzylinder-V-Ottomotoren erhältlich. Wie die unmittelbaren Konkurrenten erreichte auch Lincoln die jährlich strenger werdenden Grenzwerte für Verbrauch und Schadstoffausstoß vor allem durch eine Senkung der Motorleistung. Verbreitete Maßnahmen waren die Herabsetzung des Verdichtungsverhältnisses und der Verzicht auf bis dahin verbreitete Doppel- oder Vierfachvergaser.
- Von 1970 bis 1976 war ein 7538 cm³ (460 cui) großer Big-Block-Motor aus der Lima-Reihe die einzige Motorisierung. Sie wurde in jedem Modelljahr nur in einer einzigen Leistungsstufe angeboten. Die Nettoleistung  fiel von 224 SAE-PS im Jahr 1972 auf 202 SAE-PS (1976).

- Ab dem Modelljahr 1977 war ein 6555 cm³ (400 cui) großer Achtzylinder-V-Motor aus der Cleveland-Familie die Serienmotorisierung. Seine Leistung lag zunächst bei 179 SAE-PS (1977) und sank im Modelljahr 1979 auf 159 SAE-PS. In den Jahren 1977 und 1978 war der große 7,5-Liter-Motor noch wahlweise erhältlich, während 1979 nur noch der 6,6-Liter-Motor im Programm stand.

Die Kraftübertragung übernahm in allen Jahren ein automatisches Dreiganggetriebe von Ford.
| Übersicht über die Motorisierungen |                 |       |       |       |       |       |       |       |       |       |          |          |
| Hubraum                            | cm³             | 6555  | 6555  | 6555  | 7538  | 7538  | 7538  | 7538  | 7538  | 7538  | 7538     | 7538     |
| Hubraum                            | cui             | 400   | 400   | 400   | 460   | 460   | 460   | 460   | 460   | 460   | 460      | 460      |
| Leistung                           | SAE-PS (brutto) |       |       |       | 365   |       |       |       |       |       |          |          |
| Leistung                           | SAE-PS (netto)  | 179   | 166   | 159   |       | 224   | 219   | 215   | 206   | 202   | 208      | 210      |
| Modelljahr                         | 1970            | –     | –     | –     | Serie | –     | –     | –     | –     | –     | –        | –        |
| Modelljahr                         | 1971            | –     | –     | –     | Serie | –     | –     | –     | –     | –     | –        | –        |
| Modelljahr                         | 1972            | –     | –     | –     | –     | Serie | –     | –     | –     | –     | –        | –        |
| Modelljahr                         | 1973            | –     | –     | –     | –     | –     | Serie | –     | –     | –     | –        | –        |
| Modelljahr                         | 1974            | –     | –     | –     | –     | –     | –     | Serie | –     | –     | –        | –        |
| Modelljahr                         | 1975            | –     | –     | –     | –     | –     | –     | –     | Serie | –     | –        | –        |
| Modelljahr                         | 1976            | –     | –     | –     | –     | –     | –     | –     | –     | Serie | –        | –        |
| Modelljahr                         | 1977            | Serie | –     | –     | –     | –     | –     | –     | –     | –     | Optional | –        |
| Modelljahr                         | 1978            | –     | Serie | –     | –     | –     | –     | –     | –     | –     | –        | Optional |
| Modelljahr                         | 1979            | –     | –     | Serie | –     | –     | –     | –     | –     | –     | –        | –        |

### Abmessungen und Gewichte
Der Lincoln Continental der fünften Generation war in allen Baujahren ein sehr großes Auto. In den ersten Modelljahren betrug die Außenlänge 5715 mm. Durch die Einführung der sogenannten Sicherheitsstoßstangen vorn wuchs die Länge im Modelljahr 1973 auf 5839 mm und im Folgejahr, als auch hinten Sicherheitsstoßstangen erforderlich wurden, auf 5908 mm. Das Facelift von 1975 führte zu einer Außenlänge von 5916 mm, die 1977 durch Einführung einer neuen Frontmaske um weitere 2 mm wuchs. Im Modelljahr 1979 war der alte Continental, der technisch auf das Jahr 1970 zurückging, der längste in Serie hergestellte Pkw der Welt.
Ungeachtet des Größenwachstums gelang es den Lincoln-Ingenieuren, das Gewicht des Autos im Laufe der Produktionsphase spürbar zu reduzieren. Das höchste Leergewicht hatte der Continental im Modelljahr 1974 mit 2435 kg. Bis zum Modelljahr 1979 war das Leergewicht um mehr als 400 kg auf 2104 kg gesunken.
| Lincoln Continental Coupé Leergewicht |            |      |      |      |      |      |      |      |      |      |      |
| Modelljahr                            | Modelljahr | 1970 | 1971 | 1972 | 1973 | 1974 | 1975 | 1976 | 1977 | 1978 | 1979 |
| Gewicht                               | lbs        | 4669 | 5072 | 4906 | 5016 | 5366 | 5219 | 5035 | 4836 | 4659 | 4639 |
| Gewicht                               | kg         | 2118 | 2300 | 2235 | 2275 | 2435 | 2367 | 2283 | 2190 | 2113 | 2104 |

## Die einzelnen Modelljahre

### Erste Serie

#### 1970

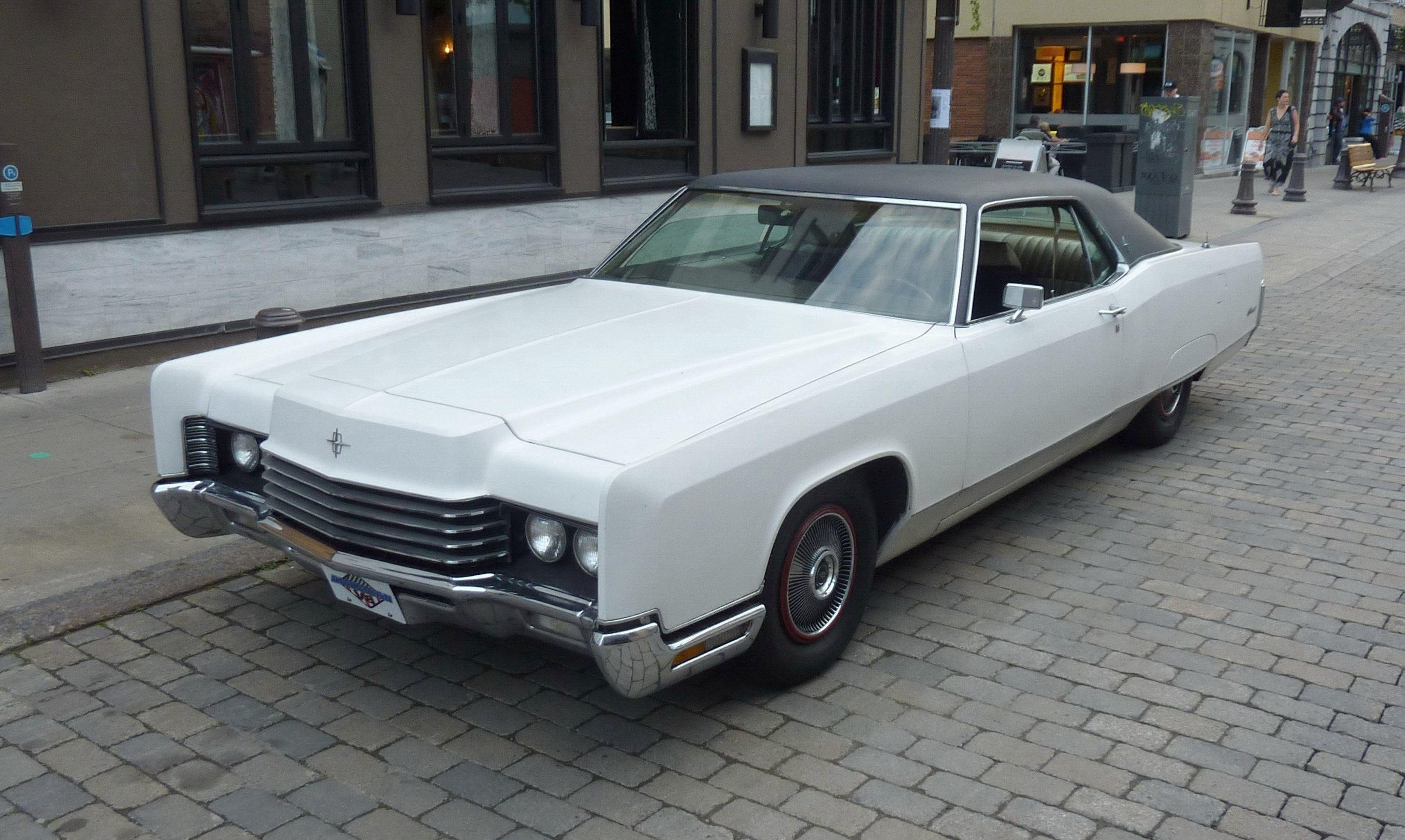
Lincoln Continental Coupé (1970)

Die Lincoln Continental des Modelljahrs 1970 haben eine mit vier waagerechten Streben verkleidete Kühlluftöffnung. Die Klappen der Scheinwerferabdeckung nehmen dieses Muster auf und haben eine darauf aufgesetzte Verzierung. Der Listenpreis lag mit 5.976 US-$ für das Coupé bzw. 6.211 US-$ für den Continental Sedan geringfügig höher als der für das Vorjahresmodell, das noch auf der 1961 eingeführten Technik basierte. Dieses Preisniveau entsprach annähernd dem des mit dem Continental konkurrierenden Cadillac DeVille. Der exklusive Zweitürer Continental Mark III war annähernd 1.000 US-$ teurer. Lincoln baute im Modelljahr 1970 insgesamt 37.695 Continentals, 9000 davon als Coupé. Das waren etwa 7000 Autos mehr als im Vorjahr. Gleichwohl blieb Lincoln damit weit hinter dem Produktionsumfang des Cadillac DeVille zurück, der im gleichen Zeitraum mehr als 181.000 Käufer fand.

#### 1971

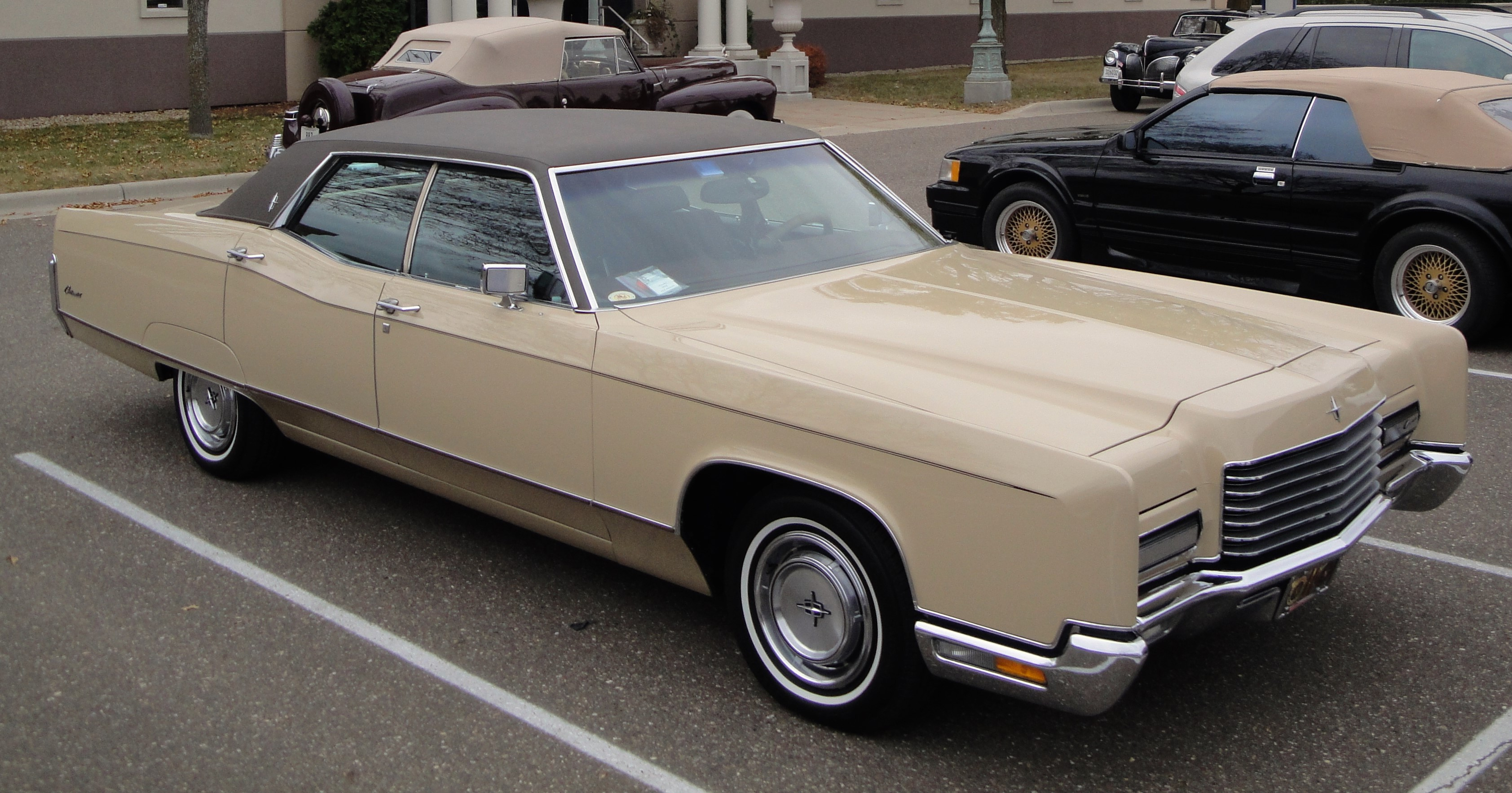
Lincoln Continental Sedan (1971)

In seinem zweiten Modelljahr wurde der Lincoln Continental nur in wenigen Details überarbeitet. Hierzu gehören ein neues Muster der Verkleidung des Kühllufteinlasses, die nun aus sechs statt vier waagerechten Zierleisten besteht, sowie die in Wagenfarbe lackierten Klappen der Scheinwerferabdeckung. In diesem Modelljahr 1971 brachte Lincoln eine Town-Car-Variante des Continental Sedan heraus, die besser ausgestattet war als die Basismodelle. Sie blieb bis zur Produktionseinstellung dieser Generation ununterbrochen im Programm. Eine besondere, nur in diesem Modelljahr angebotene Variante war die Town Car Golden Anniversary Edition, mit der das 50-jährige Unternehmensjubiläum gefeiert wurde. Die Basisversion des Lincoln Continental kostete in diesem Modelljahr 7172 US-$ in der zwei- und 7419 US-$ in der viertürigen Version. Lincoln baute insgesamt 35.551 Continentals. 1575 Fahrzeuge davon waren Town Cars, wobei der größte Teil – 1040 Autos – auf Town Car Golden Anniversary Edition entfiel. Der Rückgang der Produktion ist teilweise mit der neuen DeVille-Generation von Cadillac zu erklären, die in diesem Modelljahr auf den Markt kam.

#### 1972

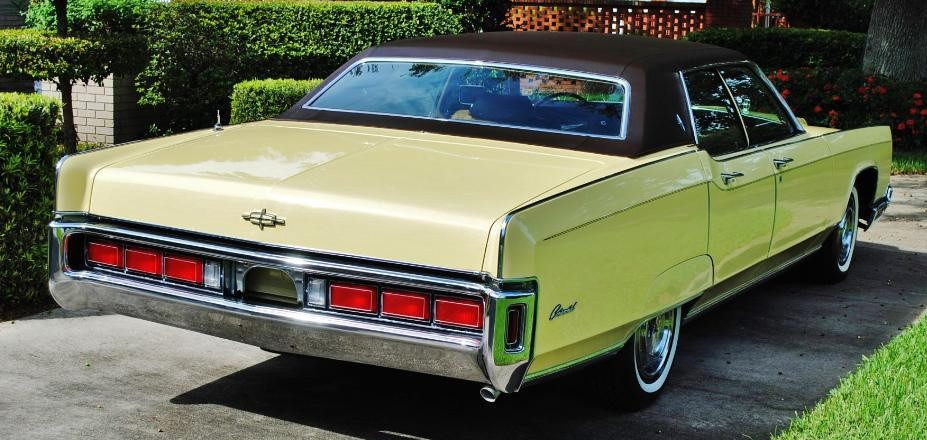
Lincoln Continental Sedan (1972)

Zum Modelljahr 1972 erhielt der Lincoln Continental mit dem zweitürigen Mark IV ein technisch eng verwandtes, aber komplett neu gestaltetes Schwestermodell. Stilistische oder technische Auswirkungen auf den bekannten Lincoln Continental ergaben sich daraus nicht; Lincoln verzichtete darauf, beide Baureihen äußerlich aneinander anzupassen. Der Lincoln Continental erhielt lediglich eine abermals neu geformte Verkleidung der Kühlluftöffnung, die nun aus größeren Gitterstrukturen besteht, hinzu kamen Dekorstreifen an den Wagenflanken und Edelstahlleisten auf den Oberseiten der Kotflügel. Beim Motor senkte Lincoln das Verdichtungsverhältnis, sodass nun bleifreies Benzin verwendet werden konnte. Dadurch sank die Motorleistung, die in diesem Jahr erstmals als Nettowert angegeben war, auf 224 SAE-PS. Die Verkaufspreise gingen für den Zwei- und den Viertürer jeweils um etwa 150 US-$ in der Basisversion zurück. Insgesamt entstanden, alle Karosserieversionen zusammengenommen, 46.000 Lincoln Continentals. Damit blieb der herkömmliche Lincoln Continental erstmals hinter der fast 1.500 US-$ teureren Mark Series, von der mehr als 48.000 Autos entstanden, zurück.

#### 1973

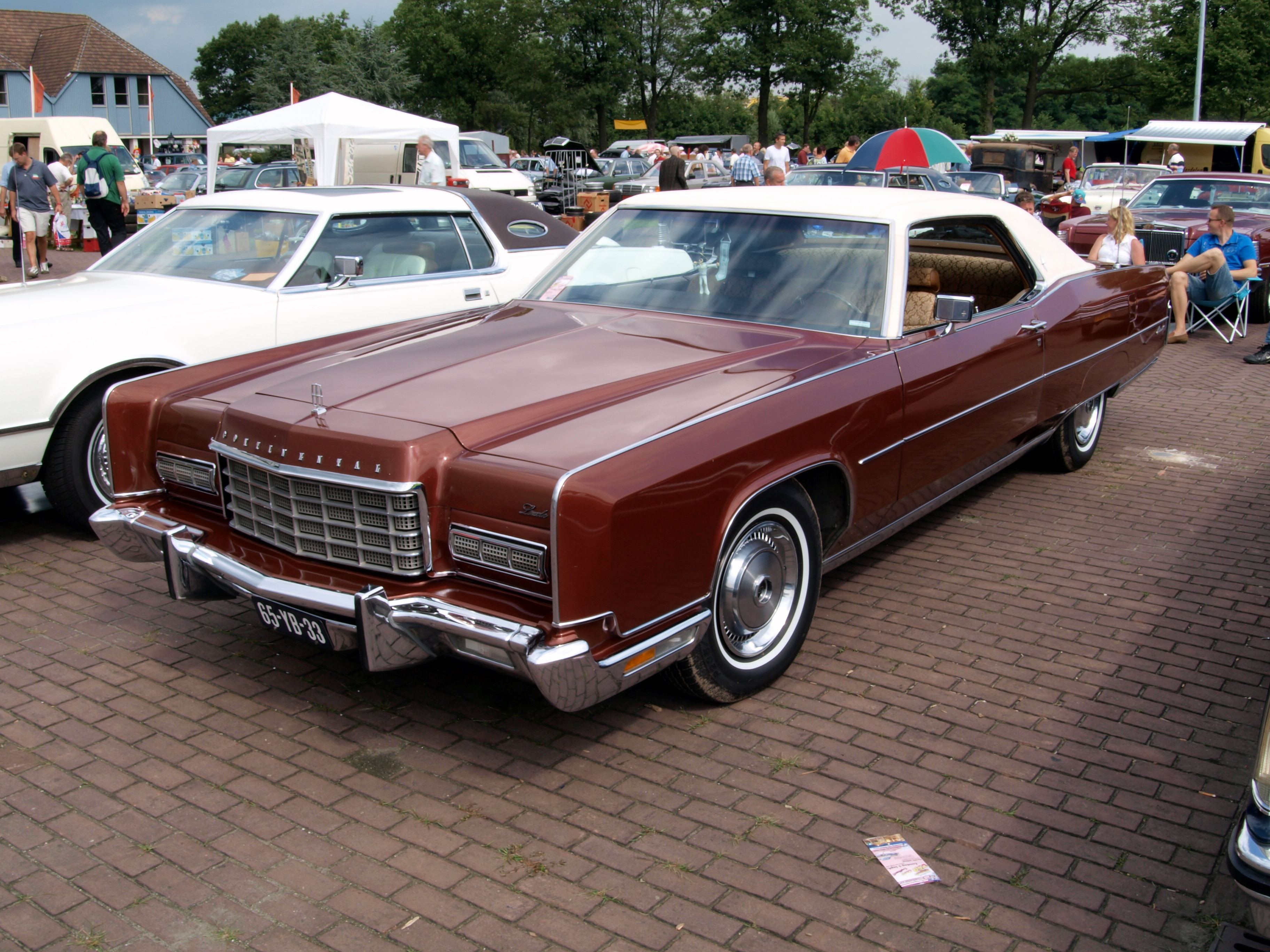
Lincoln Continental Coupé (1973)

Zum Modelljahr 1973 passte Lincoln die vorderen Stoßfänger an die neuen Vorgaben zur Aufprallsicherheit an. Die Stoßfänger wurden dafür geringfügig weiter nach vorn versetzt und erhielten Rammhörner. Dadurch wuchs die Gesamtlänge des Autos. Abgesehen davon gab es kaum stilistische oder technische Veränderungen. Neu war eine zweitürige Variante des bislang nur viertürig angebotenen Town Car, die als Town Coupé bezeichnet wurde. Im Vergleich zum Vorjahr stiegen die Listenpreise um etwa 150 US-$ an; sie lagen jetzt wieder auf dem Niveau des Modelljahrs 1971.
Lincoln baute 1973 mehr Continentals als im Vorjahr: Neben 13.348 Coupés entstanden 45.288 Sedans. Der im zurückliegenden Jahr eingeführte Mark IV war noch erfolgreicher: Von ihm entstanden 69.437 Exemplare. Da das Modelljahr 1973 bereits im Sommer 1973 endete, spiegeln diese Zahlen die Auswirkungen der ersten Ölpreiskrise, die im Herbst 1973 ausbrach, nicht wider.

#### 1974

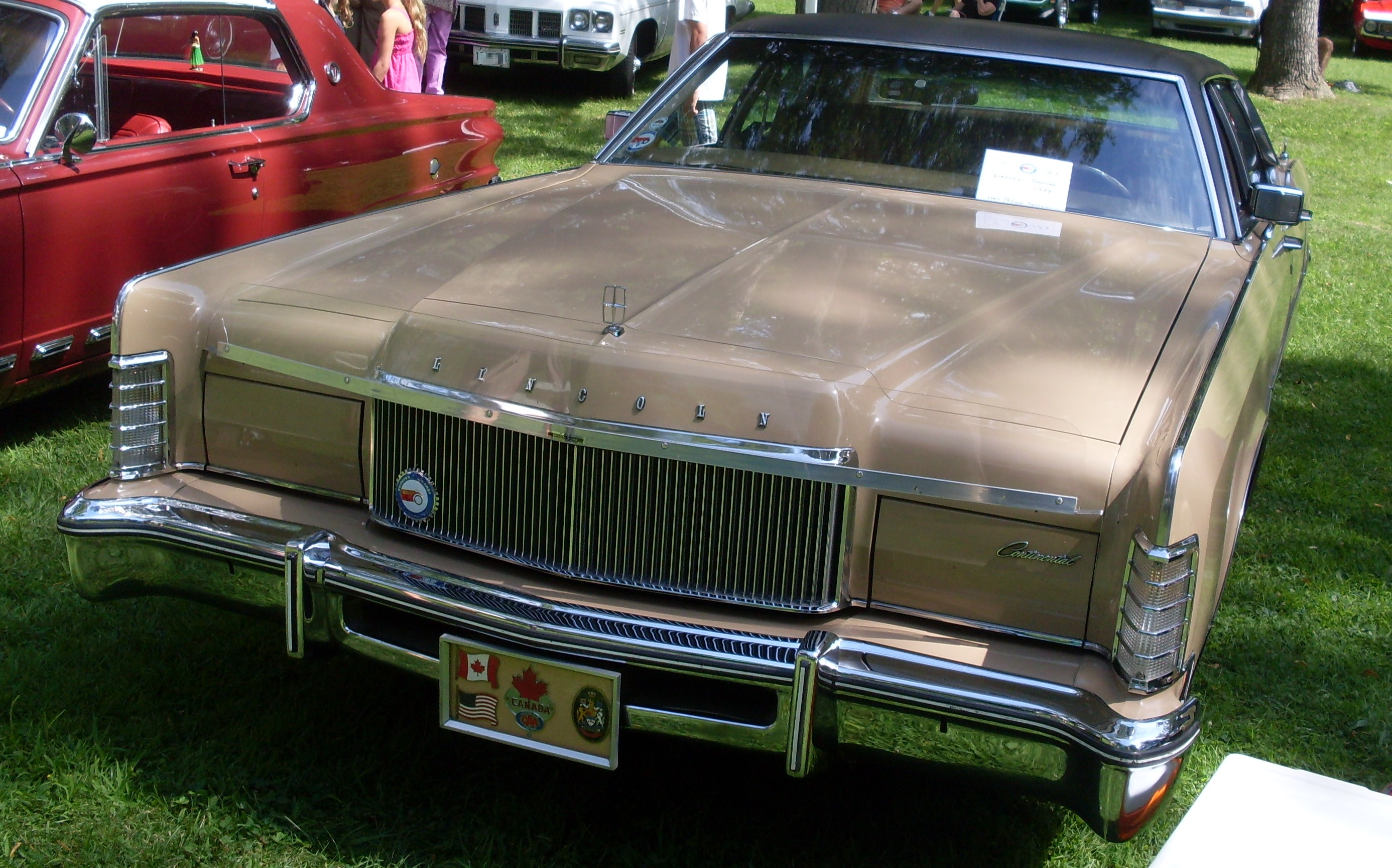
Lincoln Continental Town Car (1974)

Zum Modelljahr 1974 erhielt der Lincoln Continental eine neue Frontmaske. Der Kühllufteinlass ist in dieser Version mit feinen senkrechten Streben verkleidet, die in einen Edelstahlrahmen eingefasst sind. Stilistisch ähnelt die Maske der des 1973 eingeführten Mercury Marquis. Die Klappen der Scheinwerferabdeckung sind durchgängig in Wagenfarbe lackiert; die in den zurückliegenden Jahrgängen üblichen Aufsätze, die das Muster der Kühlerverkleidung aufnahmen, entfielen ersatzlos. Die vorderen Blinker wurden aus der Stoßstange in die Kotflügelausläufer versetzt. Diese Frontgestaltung behielt Lincoln bis zum Ende des Modelljahrs 1976 bei. Außerdem wurde die Gestaltung der Heckpartie an die nunmehr vorgeschriebenen Sicherheitsstoßstangen angepasst. Diese Änderungen führten zu einer Erhöhung des Leergewichts um 150 kg: Der Lincoln Continental dieses Jahrgangs wiegt in der Basisversion 2435 kg.
Im Vergleich zum Vorjahr stiegen die Listenpreise um mehr als 10 Prozent. Ein Coupé kostete in der Basisversion jetzt 8053 US-$, der viertürige Sedan 8238 US-$. Die Produktion ging deutlich zurück: Lincoln baute einschließlich der Town-Car-Versionen nur noch 7315 Coupés und 29.351 Viertürer. Der Einbruch wird allgemein mit den Auswirkungen der Ölpreiskrise erklärt.

### Zweite Serie
Zum Modelljahr 1975 erhielt der Continental ein größeres Facelift. Die 1975 eingeführte Form wurde abgesehen von Detailveränderungen bis zur Produktionseinstellung 1979 beibehalten.

#### 1975 und 1976
Während die 1974 eingeführte Frontpartie auch in der 1975er Ausführung des Lincoln Continental unverändert beibehalten blieb, wurden die Flanken, das Dach und die Heckpartie neu gestaltet. Die C-Säule der Limousine und des Coupés sind ab 1975 weniger stark geneigt und erhielten ein „aufrechtes Design“ (upright design), das den Lincoln stärker vom preiswerteren Mercury abheben sollte. Bei den ab 1975 gebauten Coupés ist die C-Säule großflächig verkleidet; die hinteren Seitenfenster sind schmal und senkrecht an der B-Säule ausgerichtet. Die Coupés verloren zudem die noch auf das Coke-Bottle-Design zurückgehenden geschwungenen hinteren Kotflügel. Neu ist eine stufenartige Erhöhung der Gürtellinie im Bereich der hinteren Fenster, die an ein Designmerkmal des klassischen Continental Mark II von 1956 erinnern sollte. Durch dieses Facelift wurde der Lincoln Continental der zweiten Serie etwa 15 cm länger als die Modelle der ersten Serie. Für das Modelljahr 1976 gab es keinerlei stilistische Veränderungen: Erstmals seit 1963 wurde eine Karosserie ohne jegliche Modifikation für das Folgejahr übernommen. Als Antrieb war in beiden Jahren weiterhin ausschließlich der 7,5 Liter große Achtzylindermotor erhältlich; seine Leistung lag bei 206 SAE-PS (1975) bzw. 202 SAE-PS (1976).
Zum Modelljahr 1975 stiegen die Preise im Vergleich zum Vorjahr um etwa 1.200 US-$ an. Für 1976 hielt Lincoln die Listenpreise stabil, indem einige Ausstattungsdetails aus dem Serienumfang herausgenommen und zu aufpreispflichtigen Extras gemacht wurden. Die Produktion stieg in beiden Modelljahren: 1975 baute Lincoln 54.698 Autos (21.185 Coupés und 33.513 Sedans), im Folgejahr sogar insgesamt 68.646 Fahrzeuge.

#### 1977

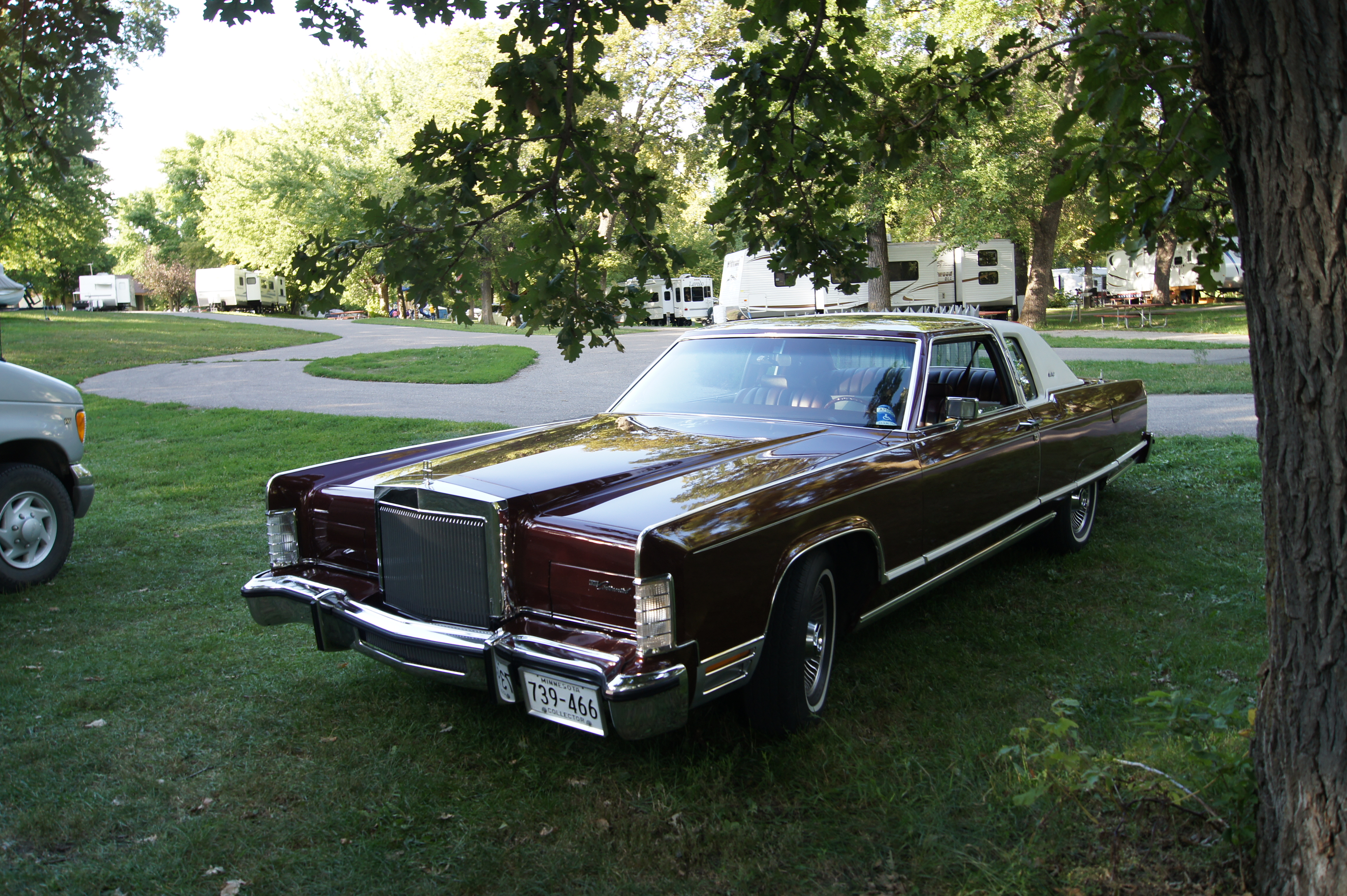
Lincoln Continental Town Coupé (1977)

Zum Modelljahr 1977 erhielt der Lincoln Continental der fünften Generation sein letztes Facelift: Die Frontpartie hat nun eine Kühlermaske im Rolls-Royce-Stil, wie sie bereits seit dem Mark III von 1969 an den Coupés der Mark-Series verwendet wurde und auch an dem 1977 eingeführten neuen Continental Mark V zu finden ist. Die Frontpartien des Lincoln Continental und des Mark V wurden insoweit angeglichen. Außerdem entfielen die Abdeckungen der Hinterräder. Die Heckpartie blieb unverändert. Zum Modelljahr 1977 wurde der 6,6 Liter große Achtzylinder-V-Motor mit 179 SAE-PS als Standardmotorisierung eingeführt. Der 7,5-Liter-Motor war weiterhin erhältlich, aber nur als Option und gegen Aufpreis.
Seit diesem Jahr konkurrierte der große Lincoln mit dem neuen Cadillac DeVille der fünften Generation, der gut 30 cm kürzer ist als der Lincoln Continental. Einige konservative Käufer, die den verkleinerten Cadillac ablehnten, wechselten daraufhin zu Lincoln und sorgten für einen Produktionsanstieg um fast 40 Prozent. 1977 entstanden 95.600 Autos, 27.400 davon als Zweitürer. Im Vergleich dazu baute Cadillac 232.000 Fahrzeuge der neuen DeVille-Reihe. Der Listenpreis für das Basismodell lag bei 9474 US-$ für das Coupé und 9636 US-$ für den Viertürer.

#### 1978

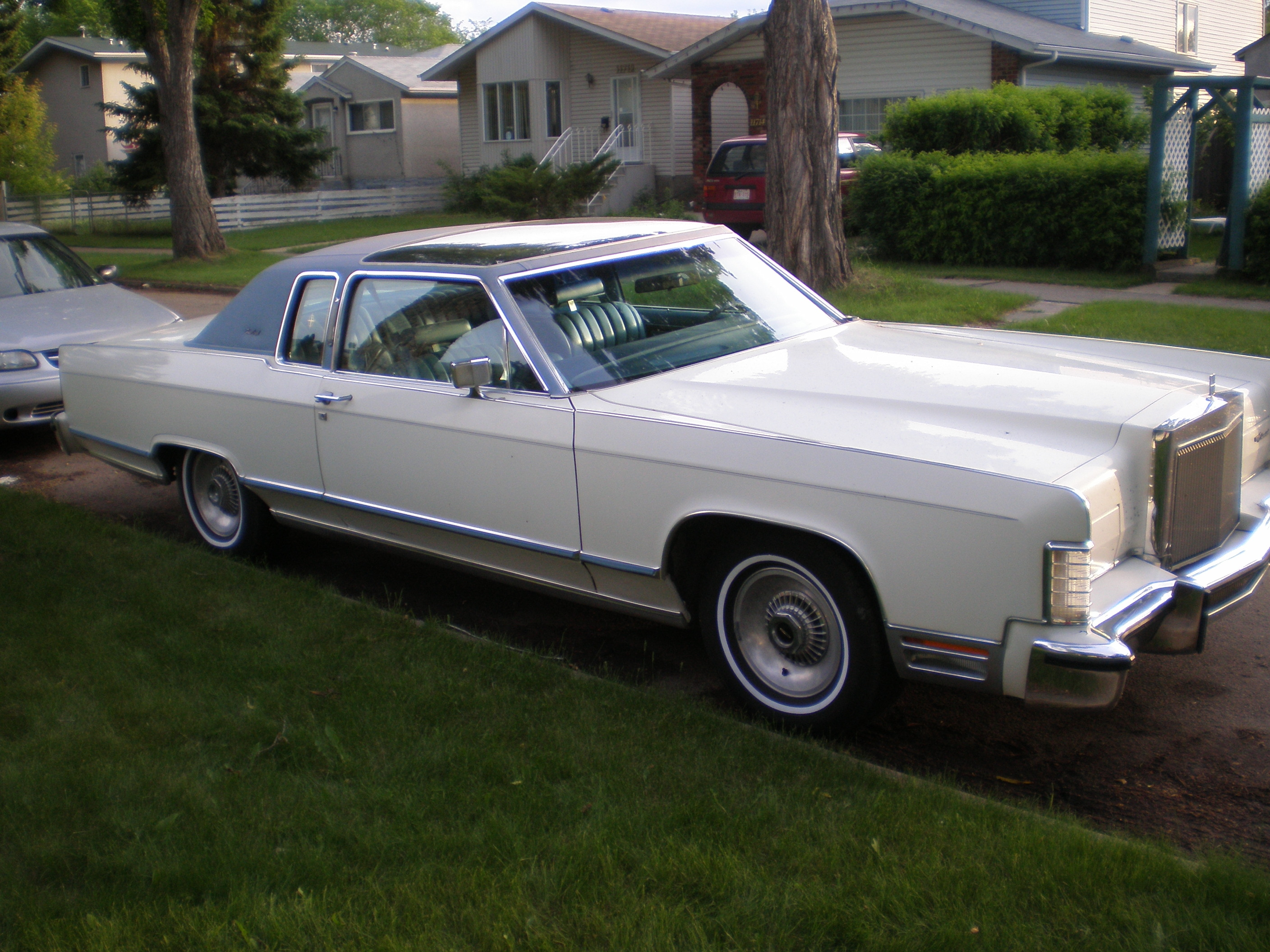
Lincoln Continental Town Coupé mit Moonroof

Die Modifikationen für das Modelljahr 1978 waren gering. Der Lincoln Continental erhielt einen neuen Instrumententräger. Lincoln übernahm die Konstruktion, die Mercury im Schwestermodell Grand Marquis verwendete, und verfremdete sie durch zusätzliche Kunstleder- und Holzimitatapplikationen. Neben dem Ziel, durch vermehrte Verwendung von Gleichteilen Kosten zu sparen, erfolgte dieser Schritt auch mit Blick auf eine Gewichtsreduzierung: Mercurys aus Kunststoff hergestellter Instrumententräger ist leichter als die bisherige Lincoln-Version, die ein Stahlgerüst verwendet. Wie bereits im Vorjahr, war der 6,6-Liter-Motor die Standardmotorisierung; seine Leistung wurde für 1978 auf 166 SAE-PS gesenkt. Der 210 PS starke 7,5-Liter-Achtzylinder war noch einmal als aufpreispflichtige Wunschausstattung erhältlich. Als neue Sonderausstattung war in diesem Jahr erstmals ein großes, fest installiertes Glasteil im Dach über den Vordersitzen erhältlich, das als Moonroof bezeichnet wurde. Diese Konstruktion, die es in vergleichbarer Form auch beim Continental Mark V gab, gehört zu den am seltensten gewählten Optionen. Insgesamt wurden nur etwa 1500 Autos mit dem Moonroof ausgeliefert. Im Vergleich zum Vorjahr stiegen die Listenpreise um etwa 500 US-$. In diesem Modelljahr baute Lincoln, alle Varianten zusammengenommen, 88.000 Continentals.

#### 1979

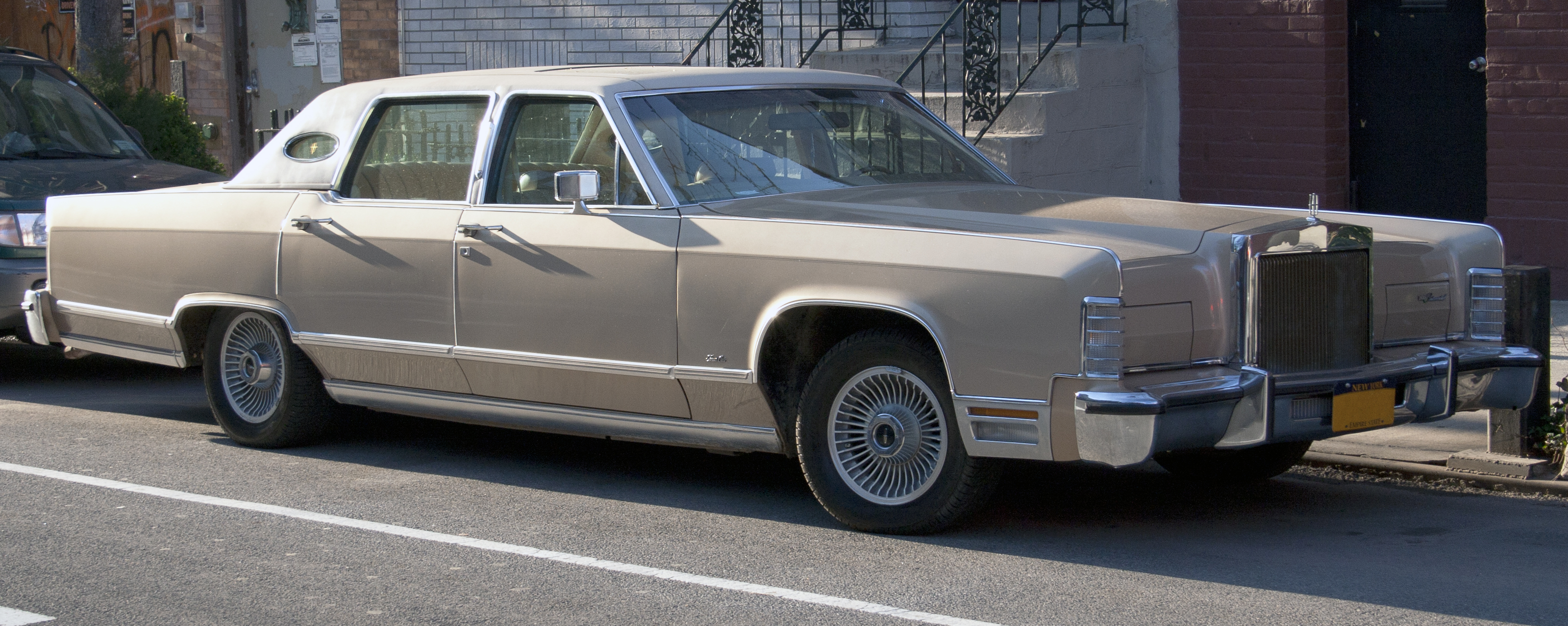
Lincoln Continental Town Car (1979)

Nachdem Chrysler mit Ablauf des Modelljahrs 1978 das Spitzenmodell New Yorker Brougham eingestellt hatte, war der Lincoln Continental 1979 das größte und schwerste Serienfahrzeug aus US-amerikanischer Fertigung. Das Auto war ausschließlich mit dem 6,6 Liter großen Achtzylindermotor erhältlich, dessen Leistung im Vergleich zum Vorjahr um 7 auf nun nur noch 159 SAE-PS zurückgegangen war. Damit erreichte das 2,1 Tonnen schwere Auto eine Höchstgeschwindigkeit von 170 km/h; die Beschleunigung von 0 auf 100 km/h wurde mit 14 Sekunden angegeben, nach anderer Quelle mit 15,7 Sekunden. Neben der Basisversion, dem Town Car und dem Williamsburg Town Car gab es in diesem Jahr die Collector’s Series. Die Verkaufspreise waren gegenüber dem Vorjahr um etwa 2.000 US-$ gestiegen; der Continental Sedan kostete nun in der Basisversion 12.093 US-$.
Das auslaufende Modell erzielte in seinem letzten Jahr noch einmal einen besonderen Erfolg. Lincoln verkaufte insgesamt 92.600 Coupés und Sedans, mehr als in fast jedem anderen Modelljahr, in dem diese Continental-Generation angeboten wurde.

## Ausstattungsserien

### Town CarundWilliamsburg Town Car

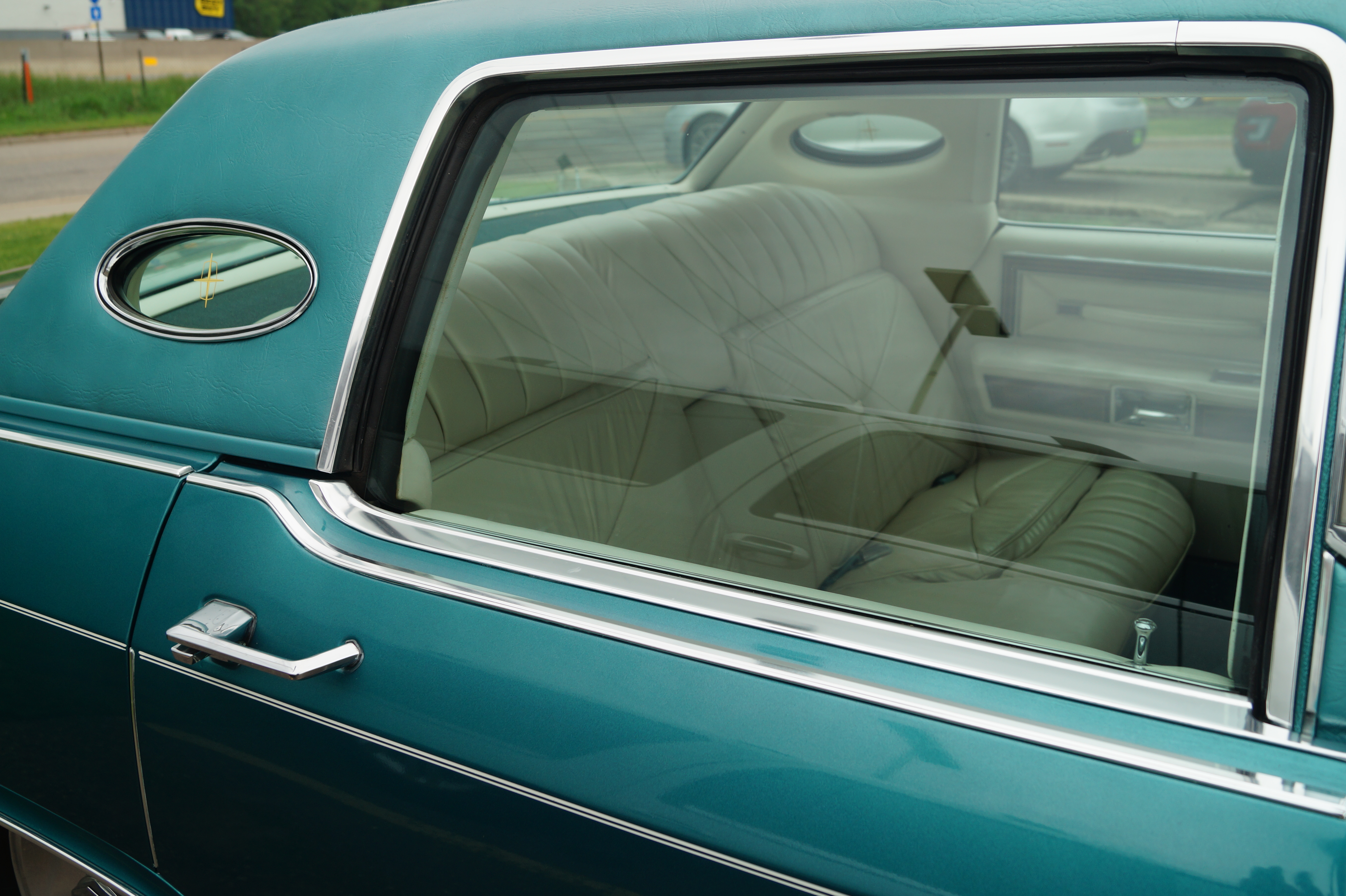
Opera Window im Lincoln Continental Town Car (1979)

1970 führte Lincoln die Town-Car-Linie ein, die anfangs ein besonders hochwertiges Ausstattungspaket darstellte und ab 1973 als Submodell des Continental geführt wurde. Der Begriff nahm auf eine traditionelle Karosseriebauform Bezug, die alternativ als Coupé de Ville oder als Town Car bezeichnet wurde. Die Linie umfasste schwerere Teppiche im Innenraum, Holzimitate an den Rückenlehnen der Vordersitze und speziell gestaltete Lederbezüge der Sitzflächen. Die Town-Car-Linie war zunächst nur bei den viertürigen Continental-Modellen erhältlich; ab 1973 gab es daneben auch das zweitürige Continental Town Coupé. Das Town Car und das entsprechende Coupé blieben bis zum Ende der fünften Continental-Generation im Programm; Details variierten jährlich. Ab 1976 waren die viertürigen Town Cars äußerlich an ovalen Opera Windows in der C-Säule erkennbar.
In den Modelljahren 1977 bis 1979 war der Continental außerdem in einer Williamsburg Town Car genannten Variante erhältlich, die „noch exklusiver“ als das Town Car war. Das Williamsburg Town Car wurde 1979 serienmäßig mit einer Zweifarblackierung und einem farbigen Akzentstreifen an den Wagenflanken ausgeliefert. Zur Serienausstattung gehörten außerdem ein über das gesamte Dach reichender Vinylbezug. Bei den Fahrzeugen des Modelljahrs 1977 ist die C-Säule komplett verkleidet, 1978 und 1979 war hingegen ein Opera Window vorgesehen.
Mit dem Town Car und noch mehr mit dem Williamsburg Town Car schloss sich Lincoln dem für die Malaise Era typischen Trend übertrieben plüschig wirkender Interieurs an. Nach Ansicht von Kritikern diente das dazu, die Käufer davon abzulenken, dass sich unter dem Blech vielfach einfachste Technik verbarg.

### Town Car Golden Anniversary Edition
Ausschließlich im Modelljahr 1971 gab es die Town Car Golden Anniversary Edition, mit der Lincoln das 50-jährige Bestehen der Marke feierte. Diese Variante basierte auf dem regulären Town Car. Äußerlich war die Sonderserie an der exklusiven Lackfarbe Gold Moondust erkennbar. Die Sitze sind serienmäßig mit schwarzem Leder bezogen. Außerdem gehörte zum Town-Car-Paket ein Satz Schlüssel aus 22-karätigem Gold mit einer Plakette aus gleichem Material, auf der die Initialen des Eigentümers eingraviert waren. Bis zum Ende des Modelljahrs 1971 baute Lincoln 1040 Fahrzeuge dieser Sonderserie.

### Collector’s Series

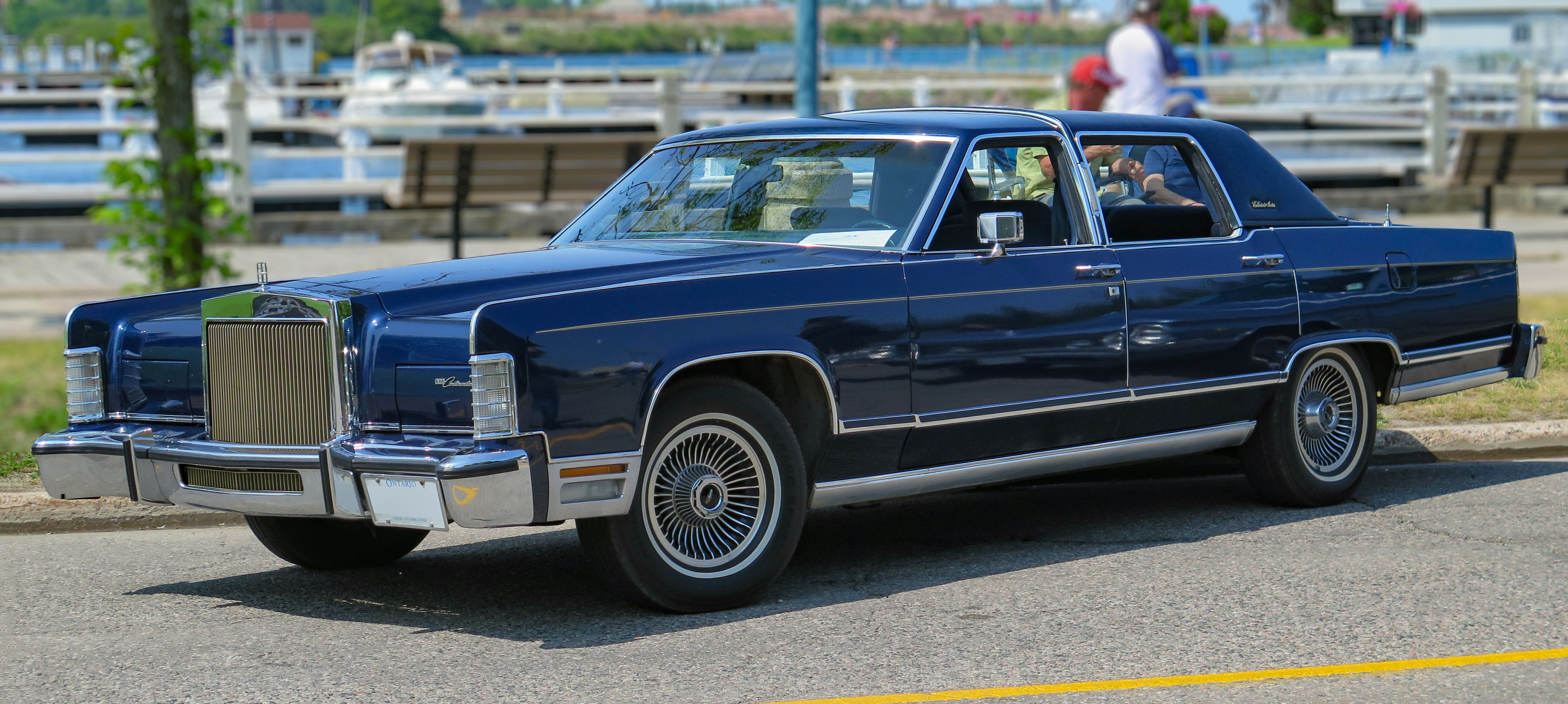
Einer von 197: Lincoln Continental Collector’s Series in Medium Blue

1979, im letzten Modelljahr, legte Lincoln eine Collector’s Series auf, mit der der Abschied von den Full-Size-Modellen begangen werden sollte. Eine entsprechende Aufmachung gab es auch beim zweitürigen Continental Mark V, der ebenfalls vor der Ablösung stand.
Die Collector’s Series wurde anfänglich nur in dunkelblauer oder weißer Lackierung angeboten; zur Mitte des Modelljahrs wurden außerdem einige Fahrzeuge in Mittelblau und Silber produziert, von denen aber nur 197 bzw. 125 Exemplare entstanden. Das Dachteil über den hinteren Türen ist mit Vinyl bezogen; ein Opera Window war nicht vorgesehen. Die Kühlermaske hat vergoldete senkrechte Streben. Nahezu alle Details, die ansonsten aufpreispflichtig waren, gehörten bei der Collector’s Series zur Serienausstattung. Hinzu kamen einige besondere, auf diese Serie beschränkte Ausstattungselemente wie ein farblich an den Lack des Autos angepasster Regenschirm, eine in Leder gebundene Betriebsanleitung und ein besonders umfangreiches Werkzeugset.

## Produktion
Die Produktion des Lincoln Continental war in den Modelljahren 1970 bis 1979 von der der übrigen Full-Size-Modelle des Ford-Konzerns getrennt. Als einziger der großen Fords entstand der Continental in Fords Wixom Assembly Plant in Wixom, Michigan, gebaut.
| Produktionszahlen Lincoln Continental | Produktionszahlen Lincoln Continental | Produktionszahlen Lincoln Continental | Produktionszahlen Lincoln Continental |
| Modelljahr                            | Continental Coupé                     | Continental Sedan                     | Summe                                 |
| ------------------------------------- | ------------------------------------- | ------------------------------------- | ------------------------------------- |
| 1970                                  | 9073                                  | 28.622                                | 37.695                                |
| 1971                                  | 8205                                  | 27.346                                | 35.551                                |
| 1972                                  | 10.408                                | 35.561                                | 45.969                                |
| 1973                                  | 13.348                                | 45.288                                | 58.636                                |
| 1974                                  | 7318                                  | 29.351                                | 36.669                                |
| 1975                                  | 21.185                                | 33.513                                | 54.698                                |
| 1976                                  | k. A.                                 | k. A.                                 | 68.646                                |
| 1977                                  | 27.440                                | 68.160                                | 95.600                                |
| 1978                                  | k. A.                                 | k. A.                                 | 88.087                                |
| 1979                                  | 16.142                                | 76,458                                | 92.600                                |

## Der Continental als Staatskarosse

### USA
Lincoln stellte in der Nachkriegszeit neben Cadillac regelmäßig Repräsentationsfahrzeuge, die von den Präsidenten der USA als Staatskarossen genutzt wurden. Besondere Bekanntheit erreichte ein großes Cabriolet der vierten Continental-Generation, in dem John F. Kennedy im November 1963 einem Attentat zum Opfer fiel. 1968 wurde eine weitere Limousine auf der technischen Basis der vierten Serie hergestellt.
1972 lieferte Ford dann eine neue Repräsentationslimousine an das Weiße Haus. Das Auto basierte auf einem Lincoln-Continental-Chassis von 1970, das erheblich verlängert wurde. Anders als bei den Serienmodellen sind die hinteren Türen bei dieser Staatskarosse hinten angeschlagen. Neben einer Panzerung von Karosserie- und Glasteilen waren hinter dem Heckabschluss Trittbretter für Sicherheitspersonal vorgesehen. Es gab zudem eine große Dachöffnung, sodass der Passagier im Auto stehen konnte. Der Wagen blieb bis 1982 im Einsatz. Die äußeren Karosseriebleche wurden schrittweise an die Gestaltung der Serien-Lincolns angepasst; seit etwa 1981 hatte der Continental die Rolls-Royce-artige Kühlermaske der ab 1977 gebauten Serienfahrzeuge. Dieser Lincoln Contintenal wurde von den Präsidenten Gerald Ford, Jimmy Carter und Ronald Reagan genutzt. Mittlerweile steht er im Henry Ford Museum.

### Lincoln Continentals in Nordkorea
Breite mediale Aufmerksamkeit erreichten und erreichen noch immer Sichtungen verschiedener Lincoln Continentals der fünften Generation in Nordkorea.
In den 1970er-Jahren gelangten mindestens vier verlängerte und in unterschiedlichem Maße überarbeitete Continenals ungeachtet bestehender Handelsbeschränkungen in das sozialistisch regierte Nordkorea. Mindestens eines dieser Autos war als Vollcabriolet, ein anderes als Cabriolimousine mit festen Seitenteilen und abnehmbarem Dach gestaltet. Alle Autos basieren auf Continental-Sedans der Baujahre 1975 oder 1976. Welcher Betrieb die Umbauten durchführte, ist ungeklärt. Es gibt Indizien dafür, dass Moloney Coachbuilders in Chicago die Continentals überarbeitete. Auf welchem Weg diese Autos nach Nordkorea gelangten, ist unklar; in den Medien halten sich Spekulationen, sie seien ursprünglich in Japan zugelassen gewesen. Als Indiz dafür gilt, dass bei einigen der Autos die Rückspiegel an den vorderen Enden der vorderen Kotflügel montiert sind, was den japanischen Regeln jener Zeit entsprach.
Anlässlich eines Besuchs des rumänischen Staatspräsidenten Nicolae Ceaușescu in Pjöngjang 1978 waren sechs in Details voneinander abweichende Continentals gleichzeitig im Einsatz. Bei dem Staatsbegräbnis für den nordkoreanischen Diktator Kim Il-sung im Juli 1994 waren noch drei von ihnen zu sehen, ebenso wie beim Begräbnis seines Sohnes und Nachfolgers Kim Jong-il im Dezember 2011. Die Autos fuhren jeweils im Trauerzug durch die Hauptstadt. In beiden Fällen war auf einem der Autos ein großes Portrait des Verstorbenen befestigt, ein anderes trug den Sarg.

## Umbauten undCustomizing
Der Lincoln Continental wurde vielfach von Spezialbetrieben umgebaut und von Kunden nachträglich verändert. Die technische Grundlage – ein separater Rahmen mit aufgesetzter Karosserie ohne tragende Funktion – erleichterte die Umbauten. Etliche etablierte Karosseriehersteller hatten verlängerte Ausführungen des Continental im Programm, unter ihnen Moloney Coachbuilders in Chicago, Andy Hotton in Belleville, Michigan, und Phaeton Coach in Dallas, Texas. Phaeton baute eine Reihe von sechstürigen Versionen, die mehr als einen Meter länger waren als der serienmäßige Sedan. Daneben bauten einige Hersteller Cabriolet-Versionen auf der Basis des Coupés. Vereinzelt entstanden auch viertürige Cabriolets und Pick-ups.

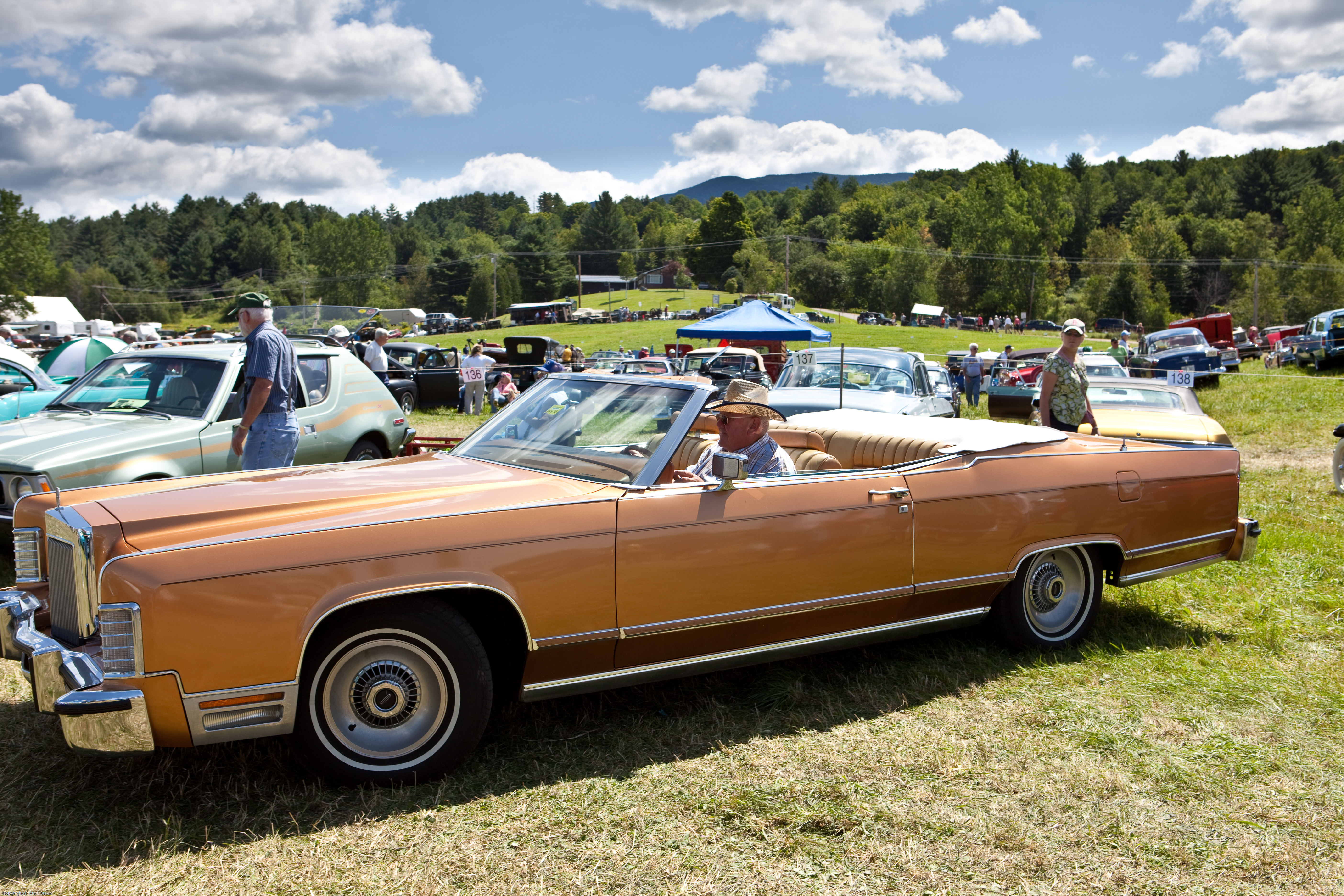
Zweitüriges Cabriolet auf Coupé-Basis
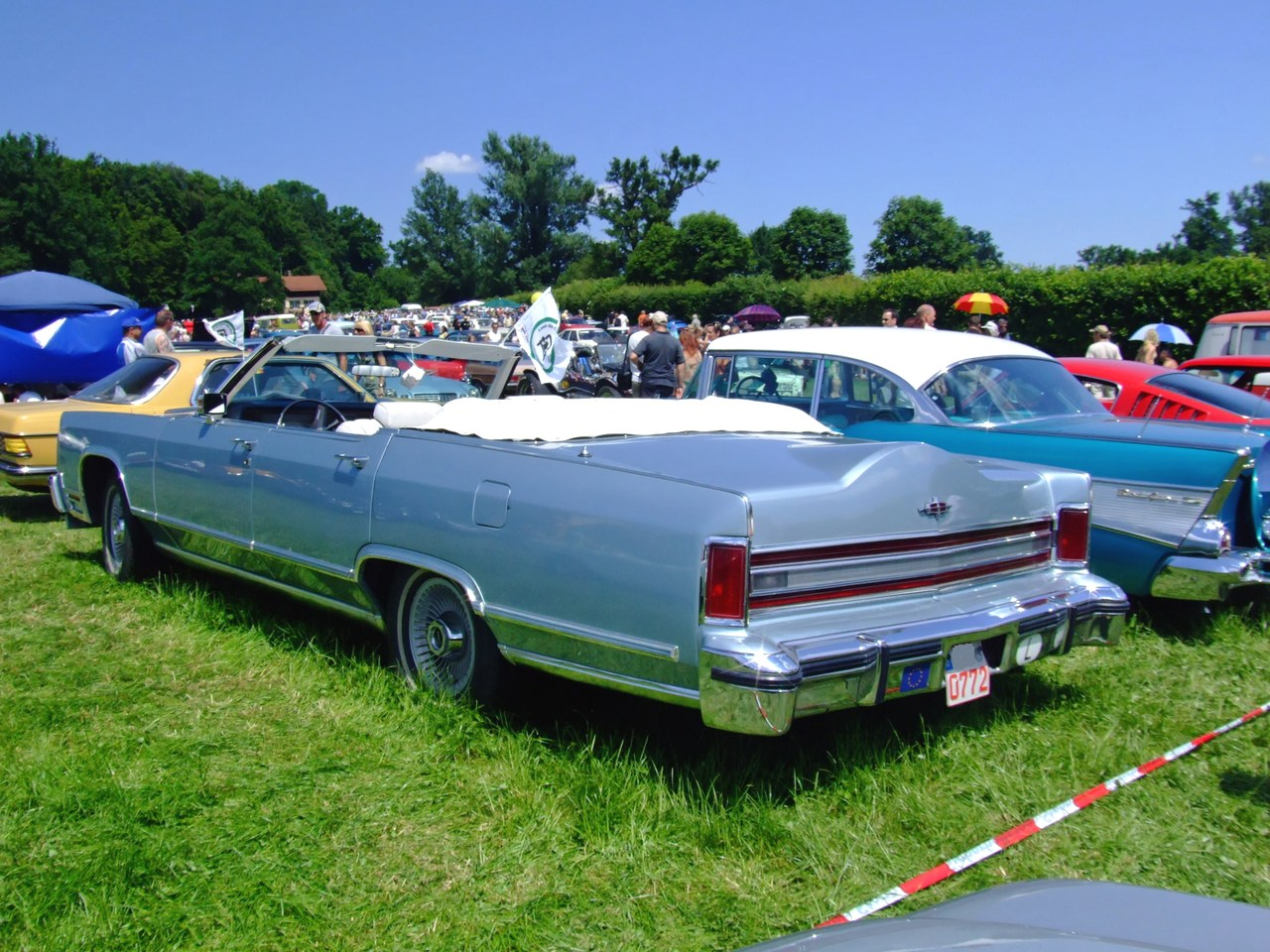
Viertüriges Cabriolet auf der Basis eines Continental Sedan mit nicht authentischem Kofferraumdeckel
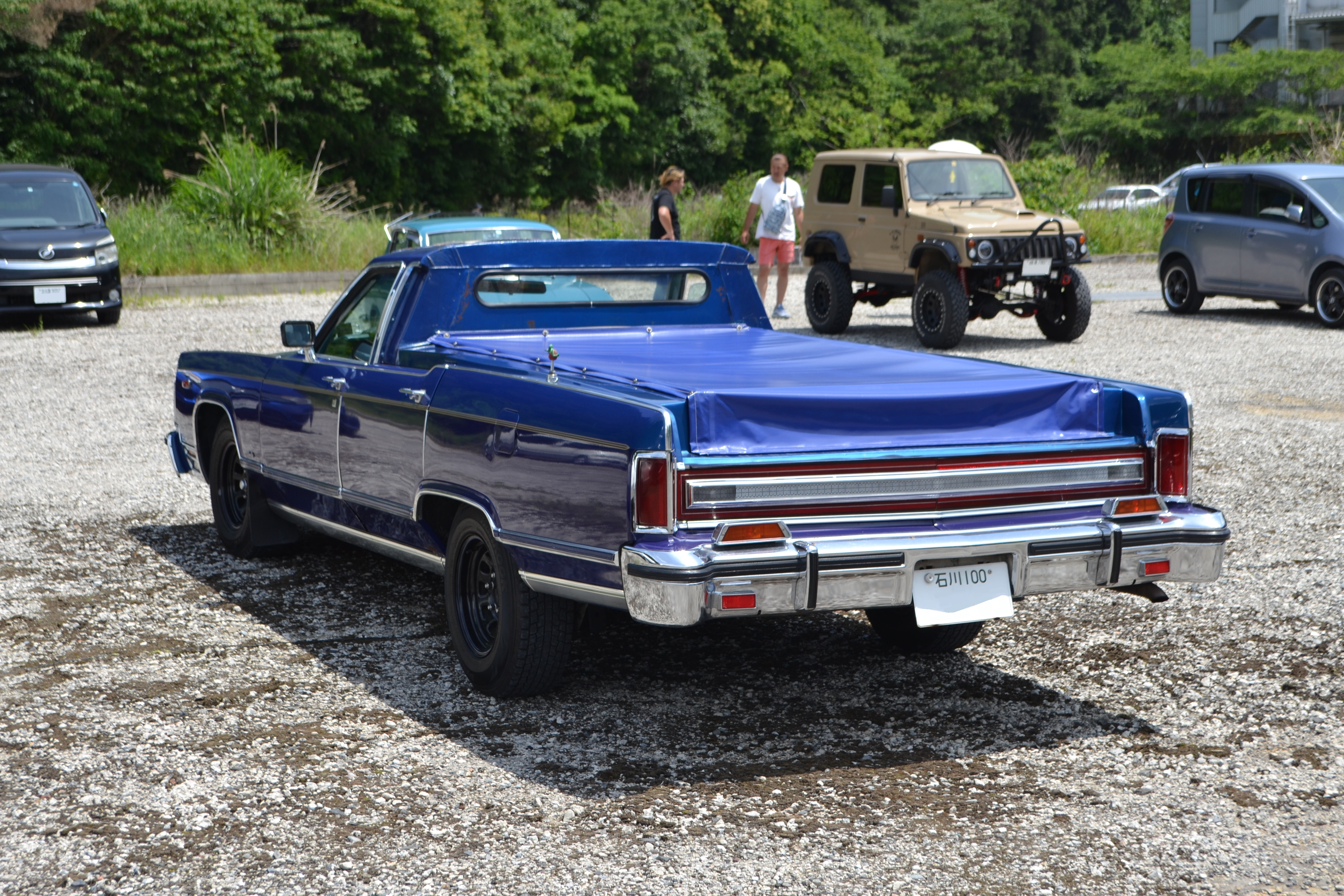
Pick-up auf der Basis eines Continental Sedan
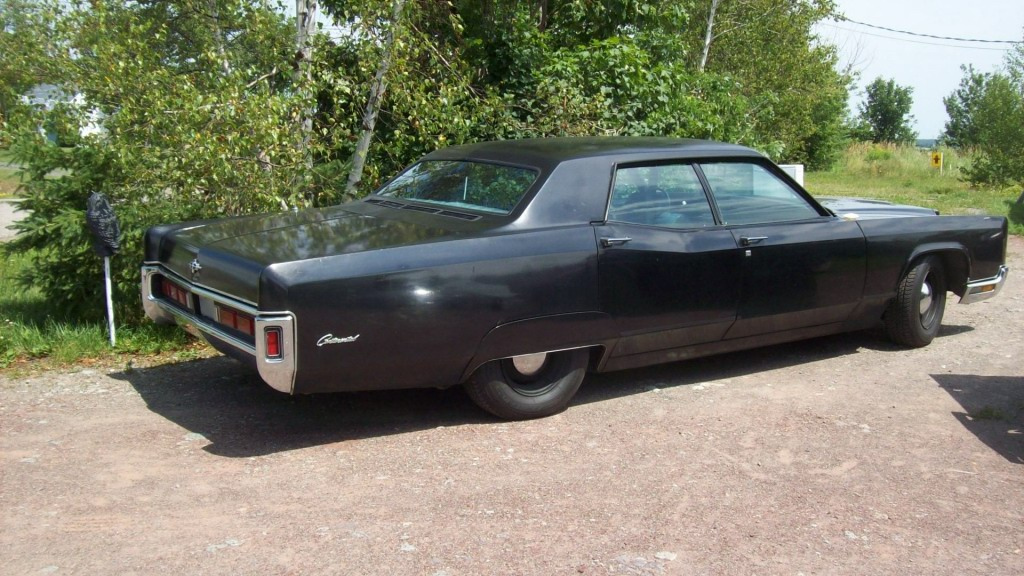
Lincoln Continental Sedan als Lowrider